# Eastonit
Eastonit ist ein sehr selten vorkommendes Mineral aus der Mineralklasse der „Silikate und Germanate“ mit der idealisierten chemischen Zusammensetzung KAlMg2(Si2Al2)O10(OH)2 und damit chemisch gesehen ein Kalium-Magnesium-Aluminium-Silikat mit zusätzlichen Hydroxidionen. Strukturell zählt das Mineral zu den Schichtsilikaten (Phyllosilikaten) und gehört zu den sogenannten „Echten Glimmern“ innerhalb der umfangreichen Glimmergruppe.
Natürlicher Eastonit bildet allerdings mit dem Eisen-Analogon Siderophyllit (KFe2+2Al[(OH)2|Al2Si2O10]) eine Mischkristallreihe. Zudem kann die Hydroxidgruppe auch teilweise durch Fluor ersetzt (substituiert) sein. Die Formel für Eastonit wird daher in verschiedenen Quellen auch mit K(Mg,Fe2+)2Al[(OH,F)2|Al2Si2O10] angegeben.
Eastonit kristallisiert im monoklinen Kristallsystem. Er findet sich jedoch aufgrund der Mischkristallbildung mit Siderophyllit, aber auch mit anderen Glimmermineralen und Serpentinen, überwiegend in Mineral-Aggregaten mit faseriger, blättriger oder blockiger Ausbildung und dem glimmertypischen, funkelnden Glanz. Auch seine Farbe variiert entsprechend zwischen Graugrün, Gelbbraun, Braunrot und Schwarz.

## Etymologie und Geschichte
Erstmals entdeckt wurde Eastonit 1904 durch Eyerman am Chestnut Hill bei Easton im Northampton County des US-Bundesstaates Pennsylvania und beschrieben 1925 durch Alexander Newton Winchell, der das Mineral nach seiner Typlokalität benannte.

## Klassifikation
In der veralteten 8. Auflage der Mineralsystematik nach Strunz ist der Eastonit noch nicht verzeichnet. Im Register der 1982 herausgegebenen, aber 1977 letztmalig überarbeiteten Mineralogischen Tabellen (8. Auflage) ist Eastonit als diskreditierter Mineralname (†) markiert, da Eastonit zu dieser Zeit als Gemenge aus Phlogopit und Vermiculit gilt.
In der zuletzt 2018 überarbeiteten Lapis-Systematik nach Stefan Weiß, die formal auf der alten Systematik von Karl Hugo Strunz in der 8. Auflage basiert, erhielt das Mineral die System- und Mineralnummer VIII/H.11-150. Dies entspricht der Klasse der „Silikate“ und dort der Abteilung „Schichtsilikate“, wo Eastonit zusammen mit Annit, Aspidolith, Balestrait, Ephesit, Fluorannit, Fluorophlogopit, Fluorotetraferriphlogopit, Hendricksit, Hydrobiotit, Luanshiweiit, Masutomilith, Montdorit, Norrishit, Orlovit, Oxyphlogopit, Phlogopit, Polylithionit, Preiswerkit, Shirokshinit, Shirozulith, Siderophyllit, Sokolovait, Suhailit, Tainiolith, Tetraferriannit, Tetraferriphlogopit, Trilithionit und Voloshinit die „Lithionit-Biotit-Reihe“ mit der Systemnummer VIII/H.11 bildet.
Auch die von der International Mineralogical Association (IMA) zuletzt 2009 aktualisierte 9. Auflage der Strunz’schen Mineralsystematik ordnet den Eastonit in die Abteilung der „Schichtsilikate“ ein. Diese ist allerdings weiter unterteilt nach Struktur der Silikatschichten, so dass das Mineral entsprechend seinem Aufbau in der Unterabteilung „Schichtsilikate (Phyllosilikate) mit Glimmertafeln, zusammengesetzt aus tetraedrischen und oktaedrischen Netzen“ zu finden ist, wo es zusammen mit Annit, Aspidolith, Ephesit, Fluorannit, Fluorophlogopit, Hendricksit, Masutomilith, Norrishit, Phlogopit, Polylithionit, Preiswerkit, Shirokshinit, Shirozulith, Siderophyllit, Sokolovait, Suhailit, Tetraferriannit, Tetraferriphlogopit, Trilithionit und Wonesit sowie den hier als Mineralgruppe definierten Biotit, Lepidolith und Zinnwaldit die „Phlogopitgruppe“ mit der System-Nr. 9.EC.20 bildet.
In der vorwiegend im englischen Sprachraum gebräuchlichen Systematik der Minerale nach Dana hat Eastonit die System- und Mineralnummer 71.02.02b.05a. Dies entspricht ebenfalls der Abteilung der „Schichtsilikatminerale“. Hier ist er zusammen mit Annit, Aspidolith, Polylithionit, Ephesit, Fluorannit, Fluorophlogopit, Hendricksit, Masutomilith, Norrishit, Phlogopit, Preiswerkit, Shirozulith, Siderophyllit, Sokolovait, Suhailit, Tainiolith, Tetraferriannit, Tetraferriphlogopit, Trilithionit und Wonesit sowie den Mineralgruppen Biotit, Lepidolith und Zinnwaldit in der „Glimmergruppe (Biotit-Untergruppe)“ mit der System-Nr. 71.02.02b innerhalb der Unterabteilung „Schichtsilikate: Schichten von sechsgliedrigen Ringen mit 2:1-Lagen“ zu finden.

## Bildung und Fundorte
Wie andere Glimmer findet sich auch Eastonit als häufiger Bestandteile in magmatischen, metamorphen und Sedimentgesteinen, allerdings sind bisher nur sehr wenige Fundorte bekannt, in denen Eastonit mit einer, der idealisierten Formel nahekommenden, Zusammensetzung nachgewiesen werden konnte.
Neben seiner Typlokalität Chestnut Hill, genauer dem Steinbruch C. K. Williams & Co., in den Vereinigten Staaten sind dies noch eine Granit-Intrusion an der Tavarekere-Kengere Road nahe Bangalore in Indien, die Grube „Agassiz“ bei Lynn Lake in der kanadischen Provinz Manitoba, eine Eklogiteinlagerung nahe Liset (Kommune Stad) in der norwegischen Provinz Sogn og Fjordane und eine aufgelassen Abraumhalde eines ehemaligen Bergwerks bei Šluknov-Rožany (Rosenhain) in der tschechischen Region Ústecký kraj.

## Kristallstruktur
Eastonit kristallisiert monoklin in der Raumgruppe C2/c (Raumgruppen-Nr. 15), wobei die Gitterparameter bisher nicht näher bestimmt wurden.